# 조겐 (1028년)
조겐(일본어: 長元)은 일본의 연호 중 하나이다.
- 전후 : 만주(万寿) 이후 - 조랴쿠(長暦) 이전.
- 시기 : 1028년 ~ 1036년
- 천황 : 고이치조 천황, 고스자쿠 천황

## 개원
- 만주 5년 7월 25일(율리우스력 1028년 8월 18일)에 개원하여
- 조겐 10년 4월 21일(율리우스력 1037년 5월 9일), 조랴쿠로 개원되었다.

## 출전
《육도》(六韜)의 "天之爲天, 元爲天長矣, 地久矣, 長久在其元."

## 조겐 시기에 일어난 일
- 2년
  - 이가노카미(伊賀守)인 미나모토노 미치키요가 이즈로 유배되었다.
- 9년
  - 고스자쿠 천황이 즉위했다.

## 서력과의 대조표
| 조겐        | 원년       | 2년        | 3년        | 4년        | 5년        | 6년        | 7년        | 8년        | 9년        | 10년       |
| ----------- | ---------- | ---------- | ---------- | ---------- | ---------- | ---------- | ---------- | ---------- | ---------- | ---------- |
| 서기 (西紀) | 1028년     | 1029년     | 1030년     | 1031년     | 1032년     | 1033년     | 1034년     | 1035년     | 1036년     | 1037년     |
| 간지 (干支) | 무진(戊辰) | 기사(己巳) | 경오(庚午) | 신미(辛未) | 임신(壬申) | 계유(癸酉) | 갑술(甲戌) | 을해(乙亥) | 병자(丙子) | 정축(丁丑) |

## 같이 보기
- 일본의 연호 일람

| 이전 만주 | 일본의 연호 1028년 ~ 1036년 | 다음 조랴쿠 |